# کوه شاه‌کش
کوه شاه‌کش (به لاتین: Shah Kush) یک کوه در افغانستان است که در ولایت بغلان واقع شده‌است. کوه شاه‌کش ۱٬۷۹۶ متر بالاتر از سطح دریا واقع شده‌است.